# Змійка Рубіка

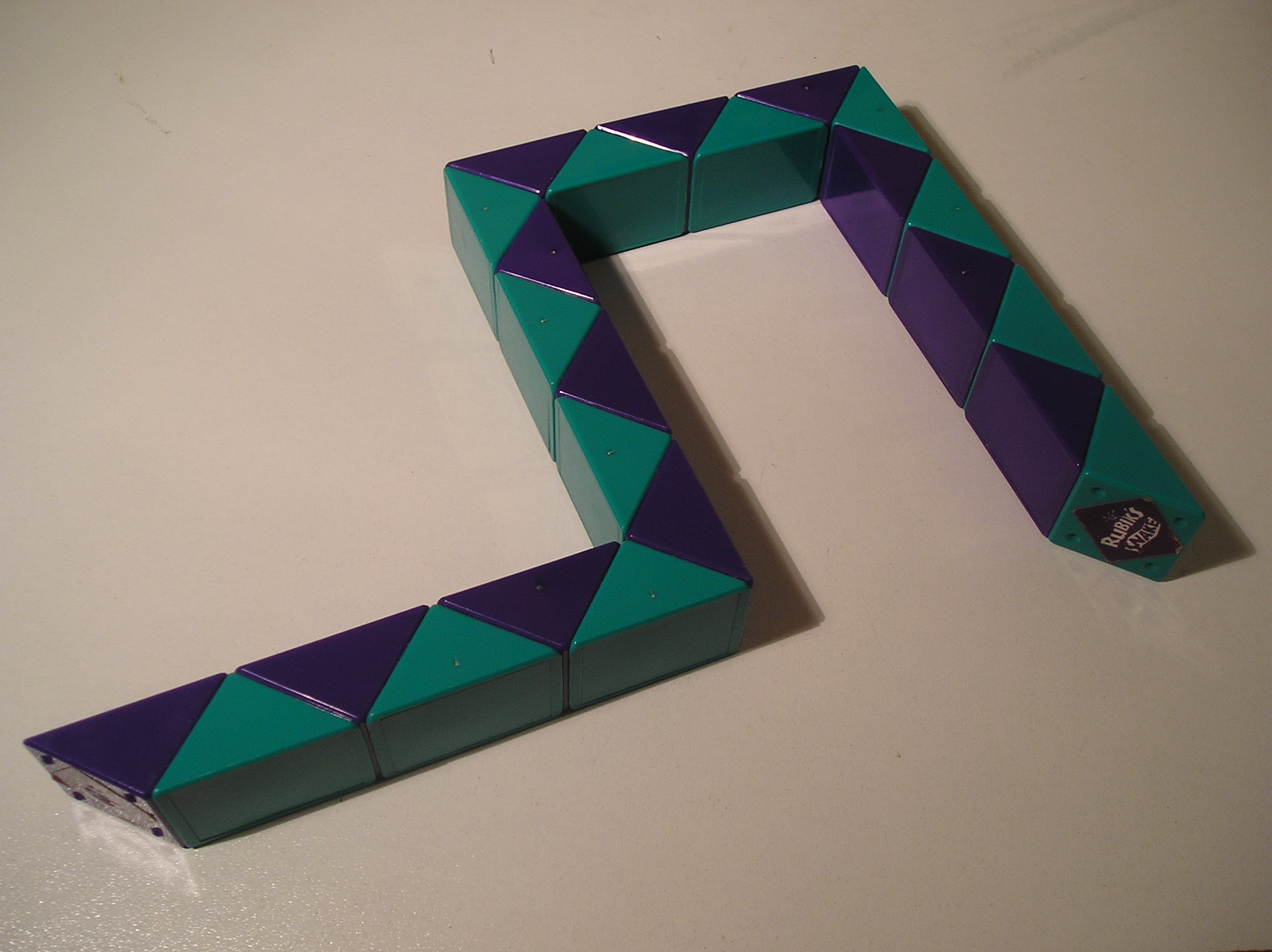
Змійка Рубіка

Змійка Рубіка (англ. Rubik's Snake) — головоломка, придумана Ерне Рубіком: 24 шарнірно з'єднані між собою призми в перерізі рівнобедреного прямокутного трикутника. Існують версії змійки на 48, 60 та більше ланок.
Завдання полягає в складанні різного роду геометричних фігур, тварин та інших асоціативних речей. На початку 1980-х років змійка Рубіка була дуже популярною в СРСР і досі залишається одним з «бестселерів» серед механічних головоломок, порівнянних за популярністю з кубиком Рубіка.
З цієї головоломки можна скласти понад сто двовимірних і тривимірних фігур. Дуже добре розвиває просторове мислення.